# Избори за народне посланике Републике Српске 2006.
Избори за народне посланике Републике Српске 2006. одржани су 1. октобра као дио општих избора у БиХ. На овим изборима је по први пут уведен цензус од 3% на нивоу ентитета као услов да би политички субјекти могли учествовати у расподјели компензационих мандата.
Број важећих гласова износио је 563.995 (95,28%), а неважећих 27.931 (4,72%). Од укупног броја важећих гласова, на редовним бирачким мјестима било их је 539.363 (95,63%), поштом 13.273 (2,35%), у одсуству 9.279 (1,65%), те на потврђеним гласачким листићима 2.080 (0,37%).

## Резултати
| Савез независних социјалдемократа | 244.251 | 43,31 | 32 | 9  | 41 |
| Српска демократска странка        | 103.035 | 18,27 | 13 | 4  | 17 |
| Партија демократског прогреса     | 38.681  | 6,86  | 6  | 2  | 8  |
| Демократски народни савез         | 22.780  | 4,04  | 3  | 1  | 4  |
| Странка за БиХ                    | 22.642  | 4,01  | 1  | 3  | 4  |
| Социјалистичка партија            | 20.031  | 3,55  | 3  | -  | 3  |
| Странка демократске акције        | 19.137  | 3,39  | 1  | 2  | 3  |
| Српска радикална странка РС       | 16.454  | 2,92  | 2  | -  | 2  |
| Социјалдемократска партија БиХ    | 14.079  | 2,50  | 1  | -  | 1  |
| остали                            |         |       | -  | -  | -  |
| Укупно                            | 633.429 | 100   | 62 | 21 | 83 |
| Неважећи гласови                  | 37.301  | -     | -  | -  | -  |
| Извор: ЦИК                        |         |       |    |    |    |

|  | Прешли цензус на нивоу Републике Српске                                                |
|  | Нису прешли цензус на нивоу РС, али су освојили директне мандате у изборним јединицама |

### Директни мандати по изборним јединицама
|                    | Изборна јединица | СНСД | СДС | ПДП | ДНС | СБиХ | СП | СДА | СРС | СДП | Укупно |
| ------------------ | ---------------- | ---- | --- | --- | --- | ---- | -- | --- | --- | --- | ------ |
| Изборна јединица 1 | 7                | 2    | 1   | 1   | 1   | -    | -  | 1   | -   | 13  |        |
| Изборна јединица 2 | 8                | 1    | 1   | 1   | -   | -    | -  | 1   | -   | 12  |        |
| Изборна јединица 3 | 4                | 3    | 1   | -   | -   | 1    | -  | -   | 1   | 10  |        |
| Изборна јединица 4 | 4                | 3    | 1   | -   | -   | 1    | -  | -   | -   | 9   |        |
| Изборна јединица 5 | 5                | 2    | 1   | 1   | -   | 1    | 1  | -   | -   | 11  |        |
| Изборна јединица 6 | 4                | 2    | 1   | -   | -   | -    | -  | -   | -   | 7   |        |

### Расподјела мандата
| СНСД 41 СДС 17 ПДП 8 |  | ДНС 4 СБиХ 4 СП 3 |  | СДА 3 СРС РС 2 СДП БиХ 1 |